# Florești (gmina Huruiești)
Florești – wieś w Rumunii, w okręgu Bacău, w gminie Huruiești. W 2011 roku liczyła 202 mieszkańców.